# John Strutt, 3. Baron Rayleigh

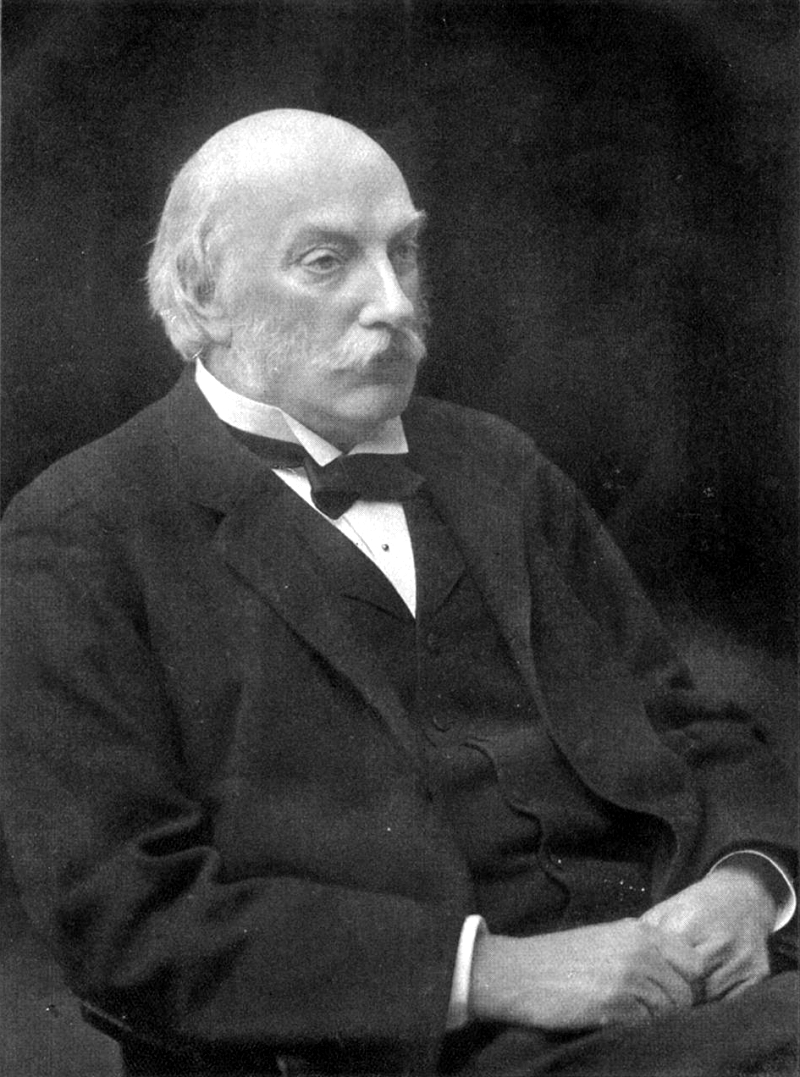
John William Strutt, 3. Baron Rayleigh

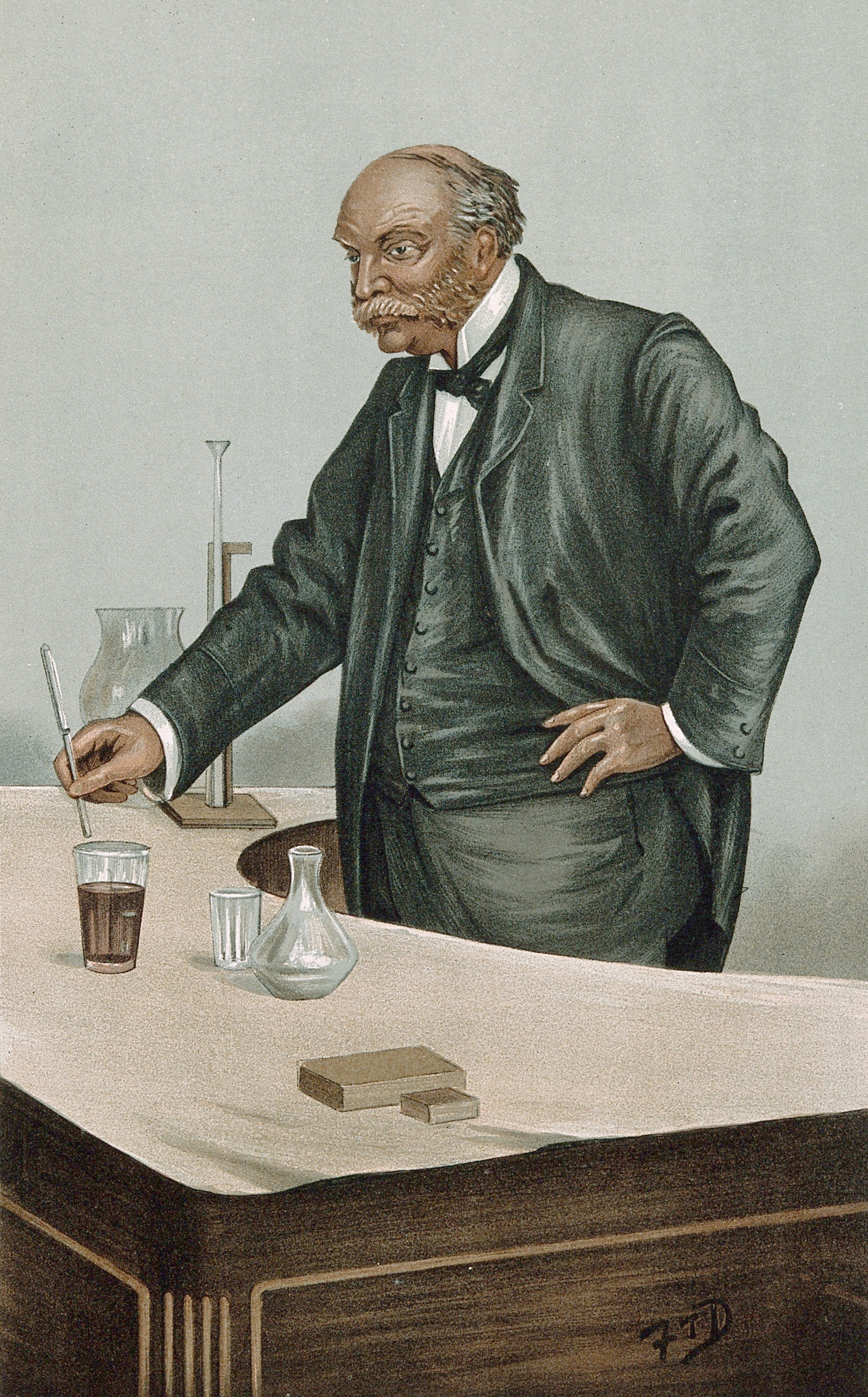
Karikatur aus dem Jahr 1899

John William Strutt, 3. Baron Rayleigh (* 12. November 1842 in Langford Grove, Maldon, England; † 30. Juni 1919 in Terling Place bei Witham, England), war ein englischer Physiker. Er erhielt 1904 den Nobelpreis für Physik.

## Leben
In der Kindheit war John Strutt von schwächlicher Konstitution, seine Schulbesuche in Eton und Harrow waren deshalb nur von kurzer Dauer. Erste Zeichen einer gewissen mathematischen Begabung zeigte er im Internat von Reverend Warner, wo er auf den Universitätsbesuch vorbereitet wurde. 1861 ging er an das Trinity College in Cambridge, um Mathematik zu studieren.
Nach dem Abschluss erhielt er von 1866 bis 1871 ein Stipendium am Trinity College. 1872 musste er wegen eines rheumatischen Anfalls das Land verlassen, er reiste nach Ägypten und Griechenland. Nach seiner Rückkehr ein Jahr darauf verstarb sein Vater und Strutt hatte traditionsgemäß die Landwirtschaft der Familie zu übernehmen, die er 1876 an seinen jüngeren Bruder übergab.
Jetzt konnte er sich wieder voll den Naturwissenschaften widmen. 1879 folgte er James Clerk Maxwell als Professor für Experimentalphysik und Leiter des Cavendish-Laboratoriums in Cambridge. 1886 wurde er zum korrespondierenden Mitglied der Göttinger Akademie der Wissenschaften gewählt. 1887 bis 1905 war er Professor an der Royal Institution of Great Britain.
Von 1892 bis 1901 war Strutt Lord Lieutenant von Essex. In der Royal Society war er ab 1873 Mitglied; diese verlieh ihm 1882 die Royal Medal; von 1905 bis 1908 war er Präsident der Royal Society. Seit 1886 war er Ehrenmitglied (Honorary Fellow) der Royal Society of Edinburgh sowie Mitglied der American Philosophical Society. 1890 ernannte ihn die Bayerische Akademie der Wissenschaften zu ihrem korrespondierenden Mitglied. Der Königlich Niederländischen Akademie der Wissenschaften gehörte er ab 1895 als auswärtiges und der Preußischen Akademie der Wissenschaften ab 1896 als korrespondierendes und ab 1910 als auswärtiges Mitglied an. Auch die American Academy of Arts and Sciences wählte ihn 1888 zum auswärtigen Ehrenmitglied, die National Academy of Sciences 1898. Seiner Universität, der Universität Cambridge, diente er von 1908 bis 1919 als Kanzler. 1919 war Strutt außerdem Präsident der Society for Psychical Research.
Er heiratete 1871 Evelyn Balfour, die Schwester des späteren Premierministers Arthur Balfour, 1. Earl of Balfour. Das Ehepaar hatte drei Söhne, von denen der älteste, Robert John Strutt, ebenfalls Physiker wurde. Strutt verstarb im Jahre 1919.

## Werk
Strutt forschte zunächst auf den Gebieten der Optik und der Schwingungslehre, die er weitgehend mathematisch behandelte. Später weitete er seine Interessen so sehr aus, dass er nahezu das gesamte Gebiet der Physik abdeckte: Elektrizität, Thermodynamik, Wellentheorie und Statistische Physik.
Strutt bereitete die Arbeiten von Sir William Ramsay auf dem Gebiet der Edelgase vor. 1892 berichtete Strutt nämlich, dass aus Luft gewonnener „Stickstoff“ eine größere Dichte hat als aus Stickstoffverbindungen gewonnener Stickstoff. Daraufhin experimentierte Ramsay mit Luftstickstoff und fand so das Edelgas Argon. Strutt und Ramsay arbeiteten von 1884 bis 1885 weiter zusammen an der Charakterisierung der atmosphärischen Gase.
Strutt erklärte die blaue Farbe des Himmels anhand der Streuung des Lichtes an kleinen Partikeln (Rayleigh-Streuung).
Strutts Collected Papers wurden in sechs Bänden zwischen 1899 und 1920 von Cambridge University Press veröffentlicht. Seine darin enthaltenen Arbeiten über Flüssigkeitstropfen dienten Niels Bohr als Inspiration für dessen gemeinsam mit Archibald Wheeler veröffentlichte Theorie der Kernspaltung. Seine Abhandlungen zeichnen sich wohltuend durch Klarheit und mathematische Eleganz aus und sind noch heute relativ leicht und lohnend zu lesen.
Strutt entwickelte 1907 die Duplex-Theorie, die wesentlich zum Verstehen des Vorgangs des natürlichen Hörens beim Menschen beiträgt.

## Ehrungen
1895 wurde ihm die Barnard-Medaille verliehen.
1904 erhielt Strutt den Nobelpreis für Physik für die Bestimmung der Dichte der wichtigsten Gase und für die Entdeckung des Argons.
Der Mondkrater Rayleigh ist nach ihm benannt.
Ihm zu Ehren ist die Rayleigh-Medaille (Institute of Physics) und die Rayleigh-Medaille (Institute of Acoustics) benannt.

## Veröffentlichungen
(Auswahl)
- The Theory of Sound. 2 Bände. Macmillan, 1877 (Digitalisat), Reprint bei Dover
- Collected optics papers of Lord Rayleigh. 2 Bände. Optical Society of America, 1994
- Scientific Papers. 6 Bände. Cambridge University Press, 1899–1920
- mit William Ramsay: Argon, a new constituent of the atmosphere. Smithsonian Institution, Washington DC 1896